# Ben Salem Himmich
Ben Salem Himmich   (Meknès, 13 d'agost de 1948) (àrab: بنسالم حميش, Bin-Sālim Ḥimmīx), conegut a l'Orient Mitjà com Salem Himmich (àrab: سالم حميش, Sālim Ḥimmīx), és un novel·lista, poeta i filòsof marroquí. Ha publicat més de 25 llibres en àrab i francès, tant de temàtica literària com científica. Com a filòsof liberal, Himmich es preocupa i tracta temes socials, amb una especial atenció a l'educació ideològica a l'islam; també és partidari de la divisió entre església i estat. Els seus treballs literaris aborden, brillantment, els problemes i conflictes amb els quals el Marroc s'encara avui en dia. Dues de les seves obres més traduïdes són les novel·les històriques مجنون الحكم, Majnūn al-ḥakam, ‘Boig de poder’ (1990), amb la qual va guanyar el Premi dels Crítics i va ser escollit per la Unió Àrab d'Escriptors entre un dels cent millors llibres del segle xx, i العلامة, Al-ʿalāma, ‘El savi’ (1997). És professor a la Universitat de Rabat, al Marroc.